# Широкая (приток Разлива)
Широкая — река в России, находится в Калининградской области. Устье реки находится в 3 км по правому берегу реки Разлив. Длина реки составляет 15 км. Площадь водосборного бассейна — 32,6 км².

## Данные водного реестра
По данным государственного водного реестра России относится к Балтийскому бассейновому округу, водохозяйственный участок реки — реки бассейна Балтийского моря в Калининградской области без рек Неман и Преголя. Относится к речному бассейну реки Неман и рекам бассейна Балтийского моря (российская часть в Калининградской области).
Код объекта в государственном водном реестре — 01010000312104300000299.